# Liga Premier de Kazajistán 2023
La Liga Premier de Kazajistán 2023 fue la 32.° temporada de la Liga Premier de Kazajistán. La temporada comenzó el 4 de marzo y terminó el 29 de octubre.

## Formato
Los catorce equipos participantes jugaron entre sí todos contra todos dos veces totalizando 26 partidos cada uno, al término de la fecha 26 el primer clasificado se coronó campeón y clasificó a la primera ronda de la Liga de Campeones 2024-25, mientras que el segundo y el tercer clasificado obtuvieron un cupo para la segunda ronda de la Liga Europa Conferencia 2024-25. Por otro lado los tres últimos clasificados descendieron la Primera División de Kazajistán 2024.
Un tercer cupo para la segunda ronda de la Liga Europa Conferencia 2024-25 fue asignado al campeón de la Copa de Kazajistán.

## Ascensos y descensos
| Pos. | Descendidos de la Liga Premier 2022 |
| ---- | ----------------------------------- |
| 12.º | Taraz                               |
| 13.º | Turan                               |
| 14.º | Akzhayik                            |

| Pos. | Ascendidos de la Primera División de Kazajistán 2021 |
| ---- | ---------------------------------------------------- |
| 1.º  | Okzhetpes                                            |
| 2.º  | Kaisar                                               |
| 3.º  | Zhetysu                                              |

## Equipos participantes
| Club          | Ciudad      | Estadio                        | Capacidad |
| ------------- | ----------- | ------------------------------ | --------- |
| FC Aksu       | Pavlodar    | Estadio Central Aksu           | 11 828    |
| FC Aktobe     | Aktobé      | Aktobe Central Stadium         | 13 200    |
| FK Astaná     | Astaná      | Astana Arena                   | 30 000    |
| FC Atyrau     | Atirau      | Munaishy Stadium               | 8690      |
| FC Caspiy     | Aktau       | Zhastar Stadium                | 5000      |
| FC Kairat     | Alma Ata    | Estadio Central Almaty         | 25 057    |
| FC Kaisar     | Kyzylorda   | Estadio Gani Muratbayev        | 7300      |
| Kyzyl-Zhar SK | Petropavl   | Karasai Stadium                | 11 000    |
| FC Maktaaral  | Makhtaaral  | Alpamys Arena                  | 4229      |
| FC Okzhetpes  | Kokshetau   | Estadio Okzhetpes              | 4500      |
| FC Ordabasy   | Shymkent    | Estadio Kazhymukan Munaitpasov | 20 000    |
| FC Shakhter   | Karagandá   | Estadio Shahter                | 20 000    |
| FC Tobol      | Kostanái    | Estadio Central de Kostanay    | 10 500    |
| FC Zhetysu    | Taldykorgan | Estadio Zhetysu                | 4000      |

## Desarrollo

### Tabla de posiciones
| Pos. | Equipo             | Pts. | PJ | G  | E  | P  | GF | GC | Dif. | Clasificación 2024-25                 |
| ---- | ------------------ | ---- | -- | -- | -- | -- | -- | -- | ---- | ------------------------------------- |
| 1    | Ordabasy (C)       | 58   | 26 | 18 | 4  | 4  | 48 | 21 | +27  | Primera ronda de la Liga de Campeones |
| 2    | Astaná             | 53   | 26 | 16 | 5  | 5  | 36 | 24 | +12  | Segunda ronda de Liga Conferencia     |
| 3    | Aktobe             | 50   | 26 | 13 | 11 | 2  | 44 | 23 | +21  | Primera ronda de Liga Conferencia     |
| 4    | Kairat             | 44   | 26 | 12 | 8  | 6  | 43 | 33 | +10  |                                       |
| 5    | Kyzyl-Zhar         | 39   | 26 | 11 | 6  | 9  | 25 | 23 | +2   |                                       |
| 6    | Kaisar             | 36   | 26 | 10 | 6  | 10 | 31 | 30 | +1   |                                       |
| 7    | Atyrau             | 34   | 26 | 8  | 10 | 8  | 24 | 27 | −3   |                                       |
| 8    | Tobol              | 34   | 26 | 9  | 7  | 10 | 30 | 32 | −2   | Primera ronda de Liga Europa          |
| 9    | Shakhter Karagandá | 29   | 26 | 7  | 8  | 11 | 31 | 36 | −5   |                                       |
| 10   | Maktaaral          | 29   | 26 | 8  | 5  | 13 | 29 | 32 | −3   |                                       |
| 11   | Zhetysu            | 29   | 26 | 8  | 5  | 13 | 27 | 38 | −11  |                                       |
| 12   | Okzhetpes (D)      | 27   | 26 | 7  | 6  | 13 | 26 | 37 | −11  | Descenso a Primera División 2024      |
| 13   | Caspiy (D)         | 20   | 26 | 4  | 8  | 14 | 28 | 44 | −16  | Descenso a Primera División 2024      |
| 14   | Aksu (D)           | 18   | 26 | 5  | 3  | 18 | 23 | 45 | −22  | Descenso a Primera División 2024      |

 Fuente: PFLK
Notas:
1. 1 2  Puntos en partidos directos: Atyrau 3, Tobol 3. Diferencia de goles en partidos directos: Atyrau +2, Tobol –2.
2. ↑  Campeón de la Copa de Kazajistán 2023.
3. 1 2 3  Puntos en partidos directos: Shakhter Karagandá 6, Maktaaral 6, Zhetysu 6. Diferencia de goles en partidos directos: Shakhter Karagandá +2, Maktaaral –1, Zhetysu –1. Goles anotados en partidos directos: Maktaaral 5, Zhetysu 4.

### Resultados
| Local \ Visitante  | AKS | AKT | AST | ATY | CAS | KAI | KSR | KYZ | MAK | OKZ | ORD | SHA | TOB | ZHE |
| ------------------ | --- | --- | --- | --- | --- | --- | --- | --- | --- | --- | --- | --- | --- | --- |
| Aksu               | —   | 1–1 | 0–1 | 4–1 | 0–1 | 1–3 | 2–0 | 0–2 | 2–1 | 0–1 | 0–1 | 2–1 | 0–3 | 2–1 |
| Aktobe             | 2–1 | —   | 2–0 | 4–0 | 0–0 | 4–2 | 1–0 | 1–3 | 1–1 | 5–1 | 2–1 | 2–0 | 1–1 | 2–2 |
| Astaná             | 1–0 | 1–4 | —   | 0–0 | 3–1 | 0–3 | 1–1 | 3–2 | 2–0 | 5–2 | 2–0 | 2–1 | 2–1 | 2–1 |
| Atyrau             | 2–1 | 0–0 | 0–0 | —   | 1–0 | 0–0 | 2–1 | 0–0 | 2–0 | 0–4 | 1–1 | 2–1 | 3–0 | 0–1 |
| Caspiy             | 3–1 | 2–2 | 1–2 | 1–1 | —   | 1–1 | 1–3 | 1–2 | 0–2 | 2–1 | 1–0 | 1–1 | 0–1 | 1–2 |
| Kairat             | 4–1 | 2–1 | 1–0 | 2–2 | 3–1 | —   | 0–3 | 3–0 | 2–2 | 2–1 | 2–2 | 0–0 | 2–1 | 2–3 |
| Kaisar             | 2–2 | 0–1 | 1–2 | 1–0 | 3–1 | 0–0 | —   | 0–1 | 0–2 | 0–1 | 2–3 | 2–1 | 1–0 | 1–1 |
| Kyzyl-Zhar         | 1–0 | 0–0 | 1–0 | 1–0 | 1–1 | 2–1 | 0–1 | —   | 1–0 | 1–2 | 0–1 | 1–1 | 1–1 | 1–0 |
| Maktaaral          | 2–0 | 1–2 | 0–1 | 0–1 | 3–1 | 3–1 | 2–2 | 2–1 | —   | 0–1 | 1–2 | 3–1 | 1–1 | 1–2 |
| Okzhetpes          | 3–0 | 1–1 | 0–0 | 0–0 | 3–3 | 0–1 | 0–1 | 0–1 | 1–1 | —   | 0–4 | 1–1 | 1–2 | 2–1 |
| Ordabasy           | 2–0 | 1–1 | 1–2 | 2–1 | 3–1 | 1–0 | 4–0 | 2–1 | 1–0 | 1–0 | —   | 3–1 | 4–1 | 2–0 |
| Shakhter Karagandá | 2–1 | 0–1 | 1–1 | 2–2 | 1–0 | 1–1 | 2–2 | 1–0 | 3–0 | 2–0 | 1–4 | —   | 2–1 | 0–1 |
| Tobol              | 3–1 | 2–2 | 0–1 | 1–0 | 1–1 | 2–3 | 0–2 | 1–0 | 1–0 | 2–0 | 0–0 | 2–1 | —   | 1–2 |
| Zhetysu            | 1–1 | 0–1 | 0–2 | 0–3 | 3–2 | 1–2 | 0–2 | 1–1 | 0–1 | 1–0 | 1–2 | 1–3 | 1–1 | —   |

## Goleadores
| N.º | Jugador            | Equipo            | Goles | Asistencias |
| --- | ------------------ | ----------------- | ----- | ----------- |
| 1   | João Paulo         | Kairat Almaty     | 17    | 1           |
| 2   | Askhat Tagybergen  | Ordabasy Shymkent | 6     | 1           |
| 3   | Evgeni Kozlov      | Atyrau            | 5     | 1           |
| 4   | Artur Shushenachev | Kairat Almaty     | 5     | 0           |
| 5   | Bobir Abdukholikov | Ordabasy Shymkent | 4     | 0           |
| 6   | Abat Aymbetov      | Astaná            | 4     | 0           |
| 7   | Dmitri Borodin     | Kaisar Kyzylorda  | 4     | 4           |
| 8   | Toni Silva         | Aksu              | 4     | 0           |
| 9   | Serge Deblé        | Tobol Kostanai    | 4     | 0           |
| 10  | Arman Kenesov      | Aktobe            | 4     | 0           |